# シャノン・ジョンソン
シャノン・ジョンソン（Shannon Regina Johnson、1974年8月18日 - ）は、アメリカ合衆国の元女子プロバスケットボール選手である。

## 来歴
サウスカロライナ大学在学中の1995年、アメリカ代表に選出されウィリアム・ジョーンズカップに出場、平均4.3得点を挙げる.。1997年ユニバーシアードでも金メダル獲得。
卒業後、ABLのコロンバス・クエストでプロデビュー。1997・98年の2年連続でリーグ制覇。
しかし、ABLは1998年限りで解散したため、WNBA分配ドラフトでオーランド・ミラクルに指名され契約。また、冬にはトルコリーグのフェネルバフチェ・イスタンブールでもプレー。ミラクルは移転してコネティカット・サンになるも2003年もプレーしたが、2004年にサンアントニオ・シルバースターズにトレードされる。
2002年世界選手権、2004年アテネ五輪でもアメリカ代表としていずれも金メダル獲得。
2007年、デトロイト・ショックに移籍。
2008年、ヒューストン・コメッツに移籍。シーズン後にチームは解散されたが、2009年の分配ドラフトで指名されず、フリーエージェントとなりシアトル・ストームと契約。このシーズンを最後にWNBAから退く。
2010-11シーズンはスペインのCD Zamaratでプレーし引退。
2011年、ノースウェスタン州立大学アシスタントコーチ就任。